# 惠山飛行場
惠山飛行場（朝鲜语：／ Hyesan Pihaengjang */?）是一座位於朝鮮民主主義人民共和國北部兩江道惠山市的飛行場。

## 概要
惠山飛行場有一座方向06/24、長度1384公尺的跑道，不過由研究報告指出其长度為1610公尺。
該飛行場離中朝邊境很近，因此該機場的功能在1971年時被提升。